# Eulepidotis inclyta
Eulepidotis inclyta är en fjärilsart som beskrevs av Fabricius 1775. Eulepidotis inclyta ingår i släktet Eulepidotis och familjen nattflyn. Inga underarter finns listade i Catalogue of Life.